# Extras (album)
Extras è una raccolta del gruppo britannico The Jam. Pubblicato nel 1992, include una serie di B-side, rarità e tracce inedite.

## Tracce
1. The Dreams of Children (Doppio A-side al singolo Going Underground)
2. Tales from the Riverbank (B-side di Absolute Beginners)
3. Liza Radley (Demo)
4. Move On Up (B-side di Beat Surrender e cover della canzone di Curtis Mayfield)
5. Shopping (B-side di Beat Surrender)
6. Smithers-Jones (B-side di When You're Young)
7. Pop-Art Poem (Demo version)
8. Boy About Town (Alternate version)
9. A Solid Bond in Your Heart (Demo, successivamente pubblicata come singolo dai The Style Council)
10. No One in the World (Demo)
11. And Your Bird Can Sing (Demo; cover dei The Beatles)
12. Burning Sky (Demo)
13. Thick As Thieves (Demo)
14. Disguises (B-side di Funeral Pyre e cover dei The Who)
15. Get Yourself Together (Demo; cover dei The Small Faces)
16. The Butterfly Collector (B-side di Strange Town)
17. The Great Depression (B-side di Just Who Is the 5 O'Clock Hero?)
18. Stoned Out of My Mind (B-side di Beat Surrender e cover dei The Chi-Lites)
19. Pity Poor Alfie/Fever (B-side di The Bitterest Pill (I Ever Had to Swallow))
20. But I'm Different Now (Demo)
21. I Got You (I Feel Good) (Demo; cover di James Brown classic).
22. Hey Mister (inedita)
23. Saturday's Kids (Demo)
24. We've Only Started (inedita)
25. So Sad About Us (B-side di Down in the Tube Station at Midnight e cover dei The Who)
26. The Eton Rifles (Demo)